# Zoey 101

Logo mit dem alten Nickelodeon-Schriftzug

Zoey 101 ist eine US-amerikanische, vom Fernsehsender Nickelodeon während der Jahre 2004 und 2008 produzierte Jugendserie, die aus vier Staffeln mit insgesamt 65 Episoden besteht. Die Serie handelt von der zu Beginn 13-jährigen Schülerin Zoey Brooks, die auf eine neue Schule kommt und dort ihr Leben als Teenager meistern muss. Die deutsche Erstausstrahlung begann am 1. Oktober 2005 beim Sender Nick. Mittlerweile wurden sowohl in den USA als auch in Deutschland sämtliche Folgen der Serie gezeigt. Am 18. September 2015 wurde eine Sonderepisode namens Ten Years Later ausgestrahlt. Im Juli 2023 wurde die Filmfortsetzung Zoey 102, bei Paramount+ veröffentlicht.
Die Serie spielt im selben Serienuniversum wie Drake & Josh, iCarly, Victorious und Sam & Cat, zu denen ebenfalls Dan Schneider die Idee hatte, sodass es ab und zu Berührungspunkte zwischen den Serien gibt.

## Handlung
An der Pacific Coast Academy (PCA), einer bisher nur Jungen vorbehaltenen Schule, sind erstmals auch Mädchen zugelassen. Die 13-jährige Zoey, deren jüngerer Bruder Dustin die Pacific Coast Academy besucht, lässt sich die Gelegenheit nicht nehmen und wechselt ebenfalls an die PCA. Hier muss sie sich nicht nur gegen die Jungen behaupten und mit anderen Mädchen ihre Streitigkeiten austragen, sondern lernt auch ihre erste große Liebe kennen.

### Staffel 1
Zoey Brooks und ihr jüngerer Bruder Dustin treffen an der Pacific Coast Academy ein. Kurz darauf lernt Zoey Chase Matthews kennen, der sich in sie verliebt. Zoey erfährt dies aber nicht und so werden die beiden im Laufe der Staffel gute Freunde. Er zeigt ihr das Schulgelände und bringt sie anschließend zu ihrem neuen Zimmer, wo sie ihre Mitbewohnerinnen Dana Cruz und Nicole Bristow kennenlernt. Da sich die beiden aber andauernd streiten, zieht Zoey kurzzeitig zu Quinn Pensky, einer sehr schlauen Wissenschaftlerin. Zudem trifft sie den humorvollen Michael Barret und den reichen Logan Reese.

### Staffel 2
Das neue Schuljahr hat begonnen, jedoch geht Dana jetzt in Paris zur Schule. Zoey und Nicole bekommen daher eine neue Mitbewohnerin namens Lola Martinez, eine sehr begabte Schauspielerin. Zuerst gibt sie vor, jemand anderes zu sein, um ihre schauspielerischen Fähigkeiten unter Beweis zu stellen. Zoey und Nicole kommen ihr aber auf die Schliche und legen Lola rein.
Zoey und Chase treten unfreiwillig zur Wahl als Klassensprecher an, was aber schwere Auswirkung auf ihre Freundschaft hat. Da Logan unbedingt verhindern will, dass ein Mädchen gewählt wird, besticht er die Schüler der PCA. Allerdings treten kurz darauf beide zurück und Mark Del Figgalo gewinnt den Wahlkampf.
Als Chase Lola Nachhilfestunden gibt, verliebt diese sich in ihn. Zoey scheint dies nicht ganz recht zu sein, sagt Lola aber, dass sie es nicht stören würde, wenn sie sich mit ihm verabreden würde. Nachdem Chase jedoch alle Termine, welche er mit Zoey vereinbart hatte, vergisst, wird sie eifersüchtig. Schließlich trennen sich Lola und Chase wieder.
Nachdem Zoey, Nicole, Lola, Quinn, Chase, Michael, Logan und Dustin ihre Ferien bei Logans Vater verbracht haben, schreibt Chase Zoey eine SMS, in der er ihr seine Liebe gesteht. Da Zoey aber ihr Handy beim Brunnen vergessen hatte und dieses, als es zu vibrieren anfing, ins Wasser fiel, hat sie nie davon erfahren.

### Staffel 3
Da Nicole nicht mehr an die PCA geht, wird Quinn Zoey und Lola als neue Mitbewohnerin zugeteilt. Außerdem hat Chase eine neue Freundin, die neu an der PCA ist. Er macht jedoch Schluss mit ihr, als sie ihm verbietet, sich mit Zoey zu treffen.
Zoeys Eltern ziehen nach England und überlassen ihr und Dustin die Wahl, mitzukommen oder nicht. Durch ein Gerücht in der Schule erfährt auch Chase davon. Als sich Zoey mit ihm darüber unterhalten will, macht er ihr jede Menge Vorwürfe und sagt ihr, dass es ihm egal sei, wenn sie nach London ziehen würde. Als Zoey abreist, sind die beiden noch immer zerstritten, weswegen sich Chase nicht von ihr verabschiedet. Schließlich entschuldigt sich Chase via Videochat bei Zoey für sein Verhalten, vergisst jedoch, das Gespräch zu beenden. Dadurch kann Zoey mithören, wie Chase vor Logan und Michael gesteht, dass er in Zoey verliebt ist.

### Staffel 4
Zoey zieht wieder zurück in die USA, um herauszufinden, ob Chase tatsächlich in sie verliebt ist; dieser ist jedoch bereits auf dem Weg nach London. Schließlich haben die beiden ihr erstes Date per Videochat. Aufgrund von technischen Problemen und der Tatsache, dass Chase seinen Eltern versprochen hat, mindestens ein Semester in London zur Schule zu gehen, beschließen die beiden zu warten, bis Chase wieder zurück ist.
Michael und Logan bekommen einen neuen Mitbewohner namens James Garrett, welcher mit Zoey zusammenkommt. Nachdem Mark und Quinn sich getrennt haben, kommt Quinn mit Logan zusammen, was die beiden jedoch geheim halten, da sie befürchten, von den anderen nicht als Paar akzeptiert zu werden.
Da Zoey mit James Schluss gemacht hat, will sie als Einzige nicht auf den jährlichen Abschlussball gehen. Lola und Quinn versuchen sie zu überreden, hinzugehen, bleiben jedoch erfolglos. Da Quinn und Logan ihre Beziehung immer noch verheimlichen, beschließen sie, jeweils mit anderen Partnern zum Ball zu gehen, welche allerdings der jeweils andere für sie aussucht. Schließlich überrascht Chase Zoey, indem er an die PCA zurückkehrt. Die beiden küssen sich und gehen anschließend gemeinsam zum Ball. Quinn und Logan geben schlussendlich ihre Beziehung bekannt. Michael ist mit Lisa und Lola mit Vince verabredet.

### Zoey 101: Ten Years Later
Am 18. September 2015 wurde auf dem US-amerikanischen TV-Sender TeenNick eine fünfminütige Sonderepisode, die von Dan Schneider produziert wurde, ausgestrahlt. Diese spielt zehn Jahre, nachdem an der PCA eine Zeitkapsel vergraben wurde, in der sich unter anderem eine DVD von Zoey befand, in der sie über ihre Beziehung zu Chase redet. Die Episode beginnt in einem Café, in dem Chase seiner momentanen Freundin Alissa einen Heiratsantrag machen will. Kurz bevor er ihr die Frage stellt, stürmt sein ehemaliger Freund Michael ins Lokal, erzählt, dass er die Kapsel ausgegraben und die DVD gesehen habe und berichtet, was Zoey über ihn sagte. Die Folge endet damit, dass Chase aus dem Café eilt und Zoey aufsucht.
Eine Fortsetzung der Folge wurde angekündigt. Wann diese erscheint, ist unklar.

## Figuren

### Hauptfiguren

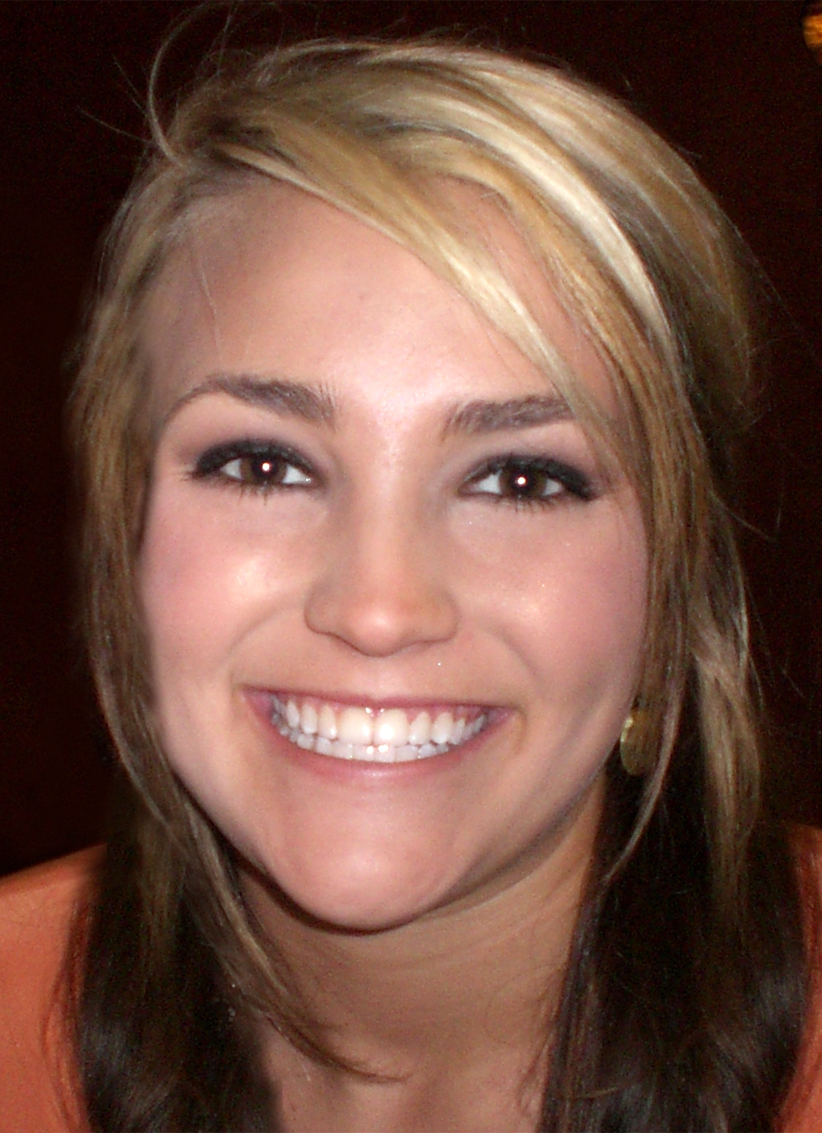
Jamie Lynn Spears spielt Zoey

Zoey Brooks ist die Hauptperson der Serie, die zusammen mit ihrer Schulkameradin Nicole Bristow das Zimmer 101 bewohnt. Zoey löst Probleme gerne mit ihrem Kopf, wofür sie an der PCA bekannt ist. Sie ist eine sehr beliebte Schülerin und bildet schnell neue Freundschaften. In Sport und anderen Fächern ist sie ein Ass, deshalb gibt sie Nachhilfe und hilft ihren Freunden beim Lernen für Tests. Schon seit dem ersten Tag ist Chase Matthews in Zoey verliebt. Dass sie sich auch in ihn verliebt hat, wird in der Folge Lola und Chase offensichtlich, als Zoeys Mitbewohnerin Lola mit Chase ausgehen will, was der Blondine ganz offensichtlich nicht recht ist. Sie will dies jedoch nicht zugeben. Als sie auf eine Schule in England wechselt, reist Chase ihr nach. Während sie vorzeitig zur PCA zurückkehren darf, muss Chase ein Semester in England bleiben. Diese Bedingung hat er mit seinen Eltern abgesprochen. Eine Fernbeziehung mit Zoey scheitert schon beim ersten Date. Deshalb beginnt Zoey eine Beziehung mit ihrem Mitschüler James, der als neuer Mitbewohner bei Logan und Michael einzieht. Doch als Chase zurück an die PCA kommt, beendet sie diese Beziehung und kommt in der vorletzten Folge, Zoey auf der Suche, endgültig mit ihm zusammen. 
Nicole Bristow ist eine gute Freundin von Zoey. Sie ist sehr hysterisch, ängstlich und lässt Probleme lieber Zoey regeln. Nicole ist eine Modefanatikerin und kann sich Jungs nicht aus dem Kopf schlagen. Aus diesem Grund hat ihre Mutter sie zu einer Psychologin geschickt, die bei Nicole eine „männerfixierte Zwangsneurose“ feststellte. Um ihr Sozialverhalten gegenüber Jungs zu verbessern, geht sie in der dritten Staffel auf eine reine Mädchenschule. Nicole föhnt täglich ihre Haare, da sie Angst hat, dass sie mit krausem Haar gesehen wird. 

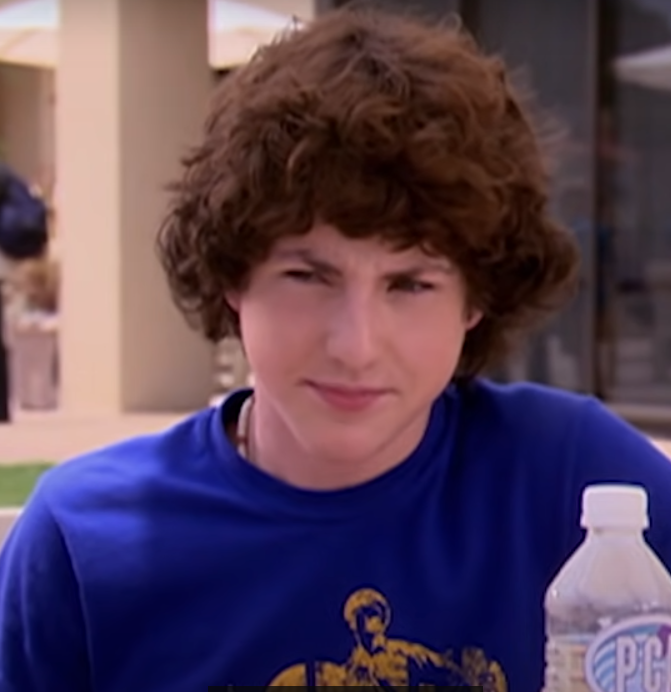
Sean Flynn spielt Chase

Chase Bartholomew Matthews ist mit Logan und Michael befreundet und wohnt mit ihnen in einem Zimmer. Seit ihrem ersten Schultag an der PCA sind Zoey und Chase beste Freunde und geraten oft in schwierige Situationen, die sie immer zusammen meistern. Er war eine Zeit lang heimlich in Zoey verliebt, die dies nicht wirklich wahrnahm. Am Anfang jedes Schuljahres passiert Chase ein Unfall, wenn er Zoey sieht. In der dritten Staffel hat er für kurze Zeit eine Freundin, mit der er aber Schluss macht, weil sie von ihm verlangt, seine Freundschaft zu Zoey zu beenden. In der vierten Staffel verbringt er ein Semester an einer Schule in England. Durch ein Missverständnis ist er dorthin gewechselt, um bei Zoey zu sein, die als erste dorthin gewechselt ist. Zoey war aber schon wieder auf dem Heimweg zur PCA, um zu Chase zurückzukehren. Seine Eltern haben dem Schulwechsel nach England nur zugestimmt, wenn er ein komplettes Semester dort bleibt, erst danach darf er zurück an die PCA wechseln. Durch Zufall erfährt Zoey am Anfang der 4. Staffel, dass Chase schon immer in sie verliebt war, während er schon in England ist. Die beiden schaffen es zusammenzukommen, doch die Beziehung scheitert schon beim ersten Date, bei dem sie per Online-Webcam miteinander sprechen. Als Zoey am Abschlussball nicht teilnehmen möchte, taucht Chase wieder auf, woraufhin sie ihn küsst. Das wuschelige Haar ist das Markenzeichen von Chase. Ferner hat er panische Angst davor, dass jemand seinen peinlichen Zweitnamen Bartholomew herausfindet. 
Logan Reese ist der Sohn eines reichen Filmproduzenten und mit Chase und Michael befreundet. Mit ihnen wohnt er auch in einem Zimmer. In Staffel 4 wird Chase von James als Mitbewohner abgelöst. Um seinen Charakter zu beschreiben, dürften die Worte verzogen, selbstverliebt, arrogant und eitel ziemlich treffend sein. Als Zoey ihre Note in Chemie verbessern möchte, teilt ihre Chemielehrerin ihr Logan als Nachhilfelehrer zu. Dadurch erfährt man, dass der sonst eher mittelmäßige Schüler durch den Aufenthalt in den Sommerferien bei seinem Großvater, einem Chemiker, ein großes Talent für das Fach Chemie hat. Als Logan Quinn wegen einer beendeten Beziehung tröstet, küssen sie sich. Beide sind dann erstmal peinlich berührt und wollen sich ihre Gefühle zueinander nicht eingestehen. Dann gehen sie aber doch den nächsten Schritt, verheimlichen es ihren Freunden gegenüber und gehen deshalb auch nicht zusammen zum Abschlussball. Am Ende der letzten Folge gibt Logan aber schließlich öffentlich bekannt, dass die zwei ein Paar sind.

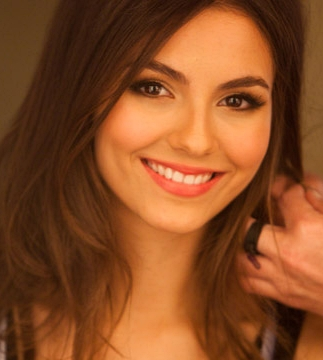
Victoria Justice spielt Lola

Lola Martinez ist seit der zweiten Staffel die neue Zimmerbewohnerin von Nicole und Zoey. Ihr größtes Hobby ist die Schauspielerei, was Zoey und Nicole schnell merken, denn Lola legt sie bei ihrer Ankunft im gemeinsamen Zimmer mit einer bühnenreifen Grufti-Nummer herein. Überdies ist sie oft sehr aufgebracht und zeigt durch ihre emotionale Art des Öfteren ihre Gefühle. Berühmt ist sie an der PCA für ihre besonderen und ein wenig verrückten Outfits. Ihren ersten Freund hat sie ab der dritten Staffel in der Folge „Der Fluch der PCA – Teil 2“. Sie verliebt sich in ihren Fremdenführer, der ihnen das Grab eines verschollenen PCA-Schülers zeigen wollte. Ab der vierten Staffel ist sie mit Vince Blake zusammen.
Quinn Pensky ist mit Zoey, Nicole, Dana und Lola befreundet und entwickelt gerne verrückte Gegenstände oder Experimente, die sie dann "Quinnfindungen" nennt. Geradezu fanatisch erzählt sie ihren Freunden meistens von ihren neuesten Experimenten und Erfindungen und versucht andere immer zu überzeugen, diese auszuprobieren. Sie hält zudem außergewöhnliche Haustiere (Vogelspinne, Alpaka, Schlange und kurzzeitig auch eine Ratte). Wenn sie jemand Spinnerin nennt, erinnert sie sich an eine unangenehme Szene ihrer frühen Kindheit und dreht durch. Quinn ist mit Mark Del Figgalo zusammen. Zu Anfang der vierten Staffel ist jedoch Schluss zwischen den beiden. Als Logan Quinn tröstet, küssen sie sich, sind dann aber peinlich berührt und wollen nicht zugeben, sich ineinander verliebt zu haben. Sie verheimlichen es und gehen deshalb auch nicht zusammen zum Abschlussball. Am Ende der letzten Folge wird schließlich öffentlich bekannt, dass die zwei ein Paar sind.
Dustin Brooks ist der kleine Bruder von Zoey, der schon vor ihr an der Pacific Coast Academy war. Er ist häufig davon genervt, dass seine große Schwester ihn immer bemuttert. Sein Verhalten ist oft noch sehr kindisch. Trotzdem kommt er bei Zoeys Freunden gut an und ist für fast jeden Spaß zu haben. Außerdem fürchtet er sich vor harmlosen Tieren wie Fröschen oder Eichhörnchen. Quinn bezahlt ihn dafür, ihre Experimente auszuprobieren.
Michael Barret ist mit Chase und Logan befreundet, obwohl er sich oft mit Logan streitet. Er bewohnt mit ihnen ein Zimmer. Er ist ein Komiker und gibt Chase oft Rat, wie er sich Zoey gegenüber verhalten soll. In der Folge „Aus Mädchen werden Jungs“ hilft er den Mädchen, seine Mitbewohner Logan und Chase zum Affen zu machen, genauso wie er in der Folge „Der Spion“ den Mädchen und Chase dabei hilft, Logan zu veräppeln. Am Anfang der dritten Staffel verliebt er sich in Lisa, eine Mitschülerin, jedoch passieren ihm peinliche Missgeschicke, wenn er mit ihr redet. Chase überfuhr Lisa fast mit einem Kart, doch Michael rettete sie. Seitdem sind sie zusammen.
James Garrett taucht erstmals in der vierten Staffel auf. Er ist der neue Mitbewohner von Logan und Michael, nachdem Chase für ein Semester in London ist. Er ist ein Mädchenschwarm und auch Zoey, Lola und Quinn finden ihn toll. Michael und Logan können ihn zunächst nicht leiden, doch Michael ändert seine Meinung über ihn später. Logan hingegen hält nichts von James, da er jetzt nicht mehr der Mädchenschwarm der Schule ist. Zoey und James küssen sich am Ende der Folge „Das Gerücht“ und führen danach eine Beziehung, allerdings beendet Zoey diese wieder, als Chase an die PCA zurückkehrt.

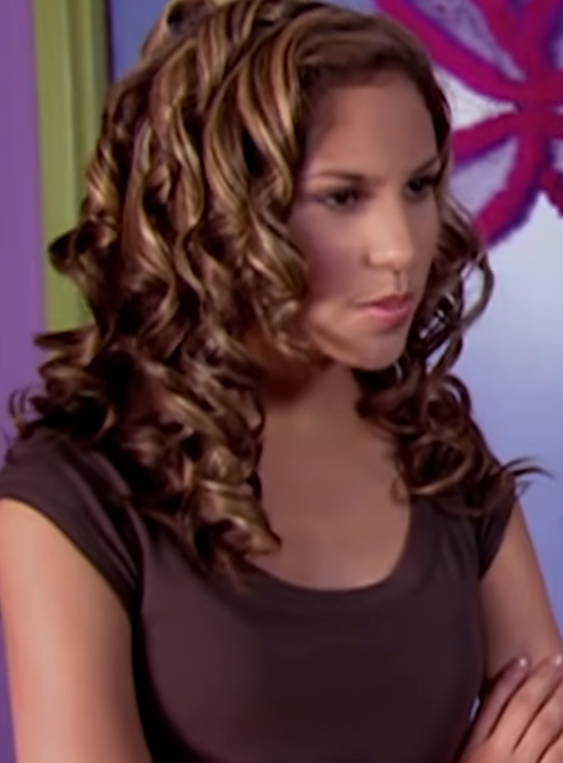
Kristin Herrera spielt Dana

Dana Cruz war in der ersten Staffel die Mitbewohnerin von Zoey und Nicole. Für gewöhnlich wirkt sie von außen kaltherzig und unnahbar, aber sie hilft Zoey und den anderen trotzdem aus Schwierigkeiten heraus und zeigt somit auch mal Herz. Nach dem ersten Schuljahr nimmt sie an einem Schüleraustausch teil und geht nach Paris.

### Nebenfiguren

#### Mitschüler
Mark Del Figgalo ist zeitweise der Freund von Quinn. Er ist sehr feige und zeigt immer denselben gelangweilten Gesichtsausdruck. Später stellt sich heraus, dass er gar keine Gefühle hat. Er mag Salami und gebratene Kartoffeln, leidet jedoch unter einer Laktoseintoleranz. An Dustins Spanischkurs nahm er ebenfalls teil. „Del Figgalo“ heißt „Von den Feigen“.
Stacey Dillsen ist eine lispelnde Mitschülerin. Sie sammelt Wattestäbchen und stellt daraus Kunstwerke her, die immer zerstört werden. Chase tut dies sogar dreimal hintereinander. Wenn man sie etwas fragen will, quietscht sie immer vor Schreck. Nachdem Zoey am Anfang der vierten Staffel für kurze Zeit nach England gegangen war, zieht sie währenddessen zu Lola und Quinn. Sie geht mit Logan zum Abschlussball, doch nachdem sie ihn geküsst hat, wimmelt Logan sie ab. Stacey ist enttäuscht und läuft vor das Auto von Michael. Dabei verliert sie ihren Sprachfehler.
Lisa Perkins ist mit Zoey befreundet. Seit dem Anfang der dritten Staffel ist Michael in Lisa verliebt und will sie beeindrucken, aber er ist zu schüchtern. Deshalb passieren ihm oft Missgeschicke, wenn er mit ihr redet, z. B. musste er einmal sich vor ihr übergeben. Chase überfuhr Lisa fast mit einem Kart, doch Michael rettete sie. In der letzten Folge werden Michael und Lisa ein Paar.
Vicky ist nur in der ersten Staffel zu sehen ist. Sie hängt manchmal mit Zoey und ihren Freunden herum.
Rebecca Martin ist am Anfang der dritten Staffel kurzzeitig die Freundin von Chase. Rebeccas Eltern haben denselben Job. Außerdem wohnt Rebecca in der Nähe von Chase. Chase beendet die Beziehung zu ihr, weil sie Zoey verbot, mit ihm zu reden.
Sarah kommt mitten in der dritten Staffel als neue Schülerin an die PCA, weil ihr Vater eine neue Arbeitsstelle in der Nähe der PCA angenommen hat. Quinn kommt ihr sofort bekannt vor. Als sie sich die Filmaufnahmen aus ihrer Kindheit ansieht, ist ihr sofort klar, woher sie Quinn kennt: Sie hatten beide im Alter von 5 Jahren an einem Schönheitswettbewerb teilgenommen, wo sie sich zum ersten Mal sahen. Quinn ist ihr Bändertanz äußerst peinlich. Deshalb versucht sie, sich immer vor Sarah zu verstecken.
Keith Finch ist in der Geometrieklasse von Dustin. Er ist meistens mit zwei Freunden zusammen, die ihm Rückhalt gewähren und immer wieder über seine dummen Witze lachen. Keith zwingt Dustin, seine Hausaufgaben zu machen und später auch seine Wäsche zu waschen. Er wird aber vom Hausmeister verwarnt, der sich als „Rektor der Bestrafung“ ausgibt. 

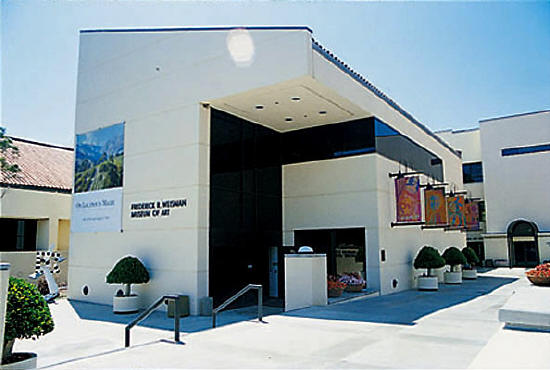
Eines der Wohnhäuser

Nil, Andrew & Wayne sind drei im selben Zimmer wohnende Jungen. Sie sind Mitglieder des Physikclubs und versuchen zu verhindern, dass Quinn Mitglied wird. Nil ist der Anführer von den dreien. Wayne ist ein Asiate, möchte immer „FireWire“ genannt werden und mag Comics. Zu Beginn der zweiten Staffel hatte sich Chase im Haus vertan und ist dadurch zufälligerweise mal in ihr Zimmer reingeplatzt, weil er es mit seinem eigenen verwechselt hatte.
Maria ist ein Mädchen, mit dem sich Mark in der Folge „Quarantäne“ häufig trifft. Quinn macht sich Sorgen um ihre Beziehung zu Mark, weil er ihr erzählt, er würde Maria das Stricken beibringen. In Wirklichkeit soll sie ein Bild von ihm malen, das als Geschenk für Quinn bestimmt ist.
Jack tritt als bester Freund von Dustin in mehreren Folgen auf. In der Halloween-Folge ist Jack plötzlich verschwunden. Alle denken, Logan hätte ihn verschwinden lassen. Am Ende bekommt Logan selber Angst und rennt schreiend hinaus. In Wahrheit stecken sie alle in einem kleinen Sarg. Sie wollten sich mit Logan einen Scherz erlauben.
Trisha Kirby ist eine rebellische Mitschülerin, die sitzen geblieben ist und in der 6. Klasse 36-mal nachsitzen musste. Dustin und Chase waren beide zeitweise mit ihr zusammen.
Melissa ist als „das spuckende Mädchen“ bekannt. Sie mag Chase. Ihr Sternzeichen ist Schütze. In der Folge „Die Wahl“ nimmt sie die Chasedollar und die kostenlosen Smoothies von Logan an.
Vince Blake ist ein Mädchenschwarm und ein sehr guter Footballspieler im Footballteam. Chase hat Vince beim Spicken erwischt, denn er sah wie Vince den Geschichtstest fotografiert hat. Das hat Chase dem Lehrer weitergegeben. Dafür wurde Chase später zusammen mit Michael, Logan und Mark vom Footballteam verprügelt. In der Folge Vince Blake ist wieder da entschuldigt er sich bei Michael und Logan und er kommt mit Lola zusammen.
Greg hilft Lisa, ihre Schuhe sauberzumachen und ist kurzzeitig mit ihr zusammen. Als Chase auf die beiden zurast, rennt Greg davon. Später kommt er zurück und sieht, wie Lisa Michael küsst.
Danny taucht erstmals in der Folge „Quarantäne“ auf. Nach einem Schrei von Lola kommt er ihr mit einem Hockeyschläger zur Hilfe. Als er bemerkt, dass dieser Schrei nur eine Probe für ein Stück von Lola war, fällt ihm Zoey auf, und er verabredet sich mit ihr. Doch dieses Treffen kann wegen Quinns Bakterie nicht stattfinden. Deshalb schickt Zoey ihren kleinen Bruder Dustin, um ihm abzusagen, doch er erwischt einen anderen Danny „Dannyfer“. Am Ende erfährt Danny von dem Unglück und geht mit Zoey einen Kaffee trinken.
Leif begleitet Zoey, Lola, Quinn, Chase, Michael und Logan in Red Stone Gulch. Als er die fliegenden Vögel verfolgt, folgt Lola ihm nach. Sie findet Leif toll.
Courtney ist eine Freundin von Mark. Als sie dabei zusieht, wie Quinn und Mark sich näherkommen, ist sie enttäuscht von Mark. Daraufhin schlägt Courtney mit Salami auf ihn ein und macht Schluss.

#### Angestellte und Lehrer
Rektor Charles W. Rivers ist der Rektor der PCA. Er spielt oft an einem kleinen Billardtisch, den ihm sein Schwiegersohn geschenkt hat. Außerdem hasst er Clowns und mag Löwen.
Rektor Taylor ist der Vertreter des Rektors. Nachdem Rektor Rivers von Dustins ferngesteuertem Flugzeug getroffen wird, muss er für ihn einspringen. Die Mädchen finden ihn toll. Er ist mit Coco zusammen, doch als Carl ihn zur Seite wirft, wird er am Kopf verletzt. Coco und er trennen sie sich danach.
Coach Keller ist der superstrenge Sportlehrer. Er nennt Sushi immer „Sashi“. Wenn die Schüler ihn korrigieren wollen, wird er laut. Besonders in der Folge „Menschenauktion“ als das Sushi Rox abbrennt. Dafür gibt er Chase die Schuld. Daraufhin erwidert Chase: „Wie wär’s mit einem Aggressionsbewältigungskurs!“ und schwört ihm süße Rache und er will in der Folge „Ringen“ Zoey im Ringerteam.
Mr. David H. Bender ist der coole Technologielehrer. Er tritt von allen Lehrern in den meisten Folgen auf. Der frühere PCA-Schüler war zu seiner Zeit Cheerleader, als es damals noch keine Mädchen an der PCA gab. Er zieht auch oft sehr trottelige „Klamotten“ an und wird deswegen auch an einer Folge an Halloween von Zoey und Nicole mit einem Trottel verwechselt.
Coco Wexler ist die Betreuerin des Mädchenwohnhauses. Sie ist zufälligerweise immer dort, wo Zoey und ihre Freundinnen wohnen. Sie ist ein riesiger Fan von Jay Leno und Ravioli aus der Dose. In der Serie gibt es oft Anspielungen auf ihre große Brust. In der Folge „Überraschung!“ findet man heraus, dass sie Körbchengröße 85 D hat, weil sie die Zahl mit der Zimmernummer von Quinn verwechselte, während sie einen neuen BH bei einem Versand bestellte. Aus diesem Grund musste Quinn kurzfristig bei Zoey und Lola einziehen, die davon nicht sehr begeistert waren. In der vierten Staffel wird sie vom Rektor entlassen, weil sie ihm einen Löwen ins Büro bringen ließ. Dann muss sie in einem Luxusrestaurant auf der Mädchentoilette arbeiten. Doch Coco kommt wieder zurück an die PCA, weil der Rektor ihrer Nachfolgerin wegen Diebstahls kündigen musste.
Mira ist die Mädchenbetreuerin, während Coco gefeuert ist. Sie hilft den Schülern bei ihren Problemen, weshalb viele sie mögen. Rektor Rivers musste sie entlassen, weil sie Sachen der Mädchen stahl, woraufhin Coco wieder zurückkommt.
Seamus Finnigan war mal mit Rektor Rivers in einer Golfteam, aber jetzt ist er mit Rektor Rivers verfeindet. Er hat die Pokalvitrine zerstört, weil der Pokal ihm gehörte. Doch später werden sie Freunde.
Kazu, ein Japaner, der das „Sushi Rox“ Restaurant auf dem Campus betreibt. Er ist ein guter Freund von Zoey und ihren Freunden. Als das Sushi Rox eines Abends abbrennt, überlegen die Schüler, was sie machen können, damit das Sushi Rox wieder öffnen kann. Sie machen daraufhin eine Menschenauktion, mit der es ihnen gelingt, genügend Geld für die Wiedereröffnung aufzutreiben. Kazu war natürlich überrascht. Kazu kommt aus Birmingham, Alabama.
Jeremiah Trottman ist ein noch Minderjähriger und berichtet in den PCA-Nachrichten über wichtige Geschehnisse. Er nimmt seinen Job sehr ernst.
Ms. Bervich arbeitet in der PCA-Verwaltung und teilt den Schülern die Zimmer zu. Zoey und Nicole waren besorgt wegen ihrer neuen Mitbewohnerin Lola. Aus diesem Grund wollten sie sich bei ihr einschmeicheln, um eine andere Mitbewohnerin zu suchen. Nicole warf bei einem Besuch die von Ms. Berwich gesammelten seltenen Parfums um, deswegen wollte Ms. Berwich die Zimmerbelegung nicht mehr ändern. In der Folge „Coco wird gefeuert“ taucht sie erneut auf, als Michael und Logan versuchen, keinen neuen Mitbewohner zu bekommen.
Hausmeister Herb, der Hausmeister der PCA in der ersten Staffel, war ein guter Schauspieler. Der Hausmeister gibt sich gerne als „Rektor der Bestrafung“ aus. In dieser Rolle beschimpft er auch Keeth, weil dieser Dustin ärgerte. Nach der ersten Staffel verschwand er, tauchte aber ein Mal in der zweiten Staffel in der Folge „Menschenauktion“ auf.
Pfadfinderleiter Kelly Billiam unterrichtet in der 7. und 8. Klasse das Fach Erdkunde und taucht erstmals in der Folge „Armer reicher Logan“ auf. Am Wochenende fungiert er als Pfadfinderleiter Kelly. Noch in der Folge „Armer reicher Logan“ bindet er Michael auf dessen Verlangen so an einer Bank fest, dass er sich nicht daraus befreien kann.
Mr. Takato ist eine Figur in Michaels Gedanken, die ihm das Autofahren mit Gangschaltung beibrachte. Er tauchte erstmals in der Folge „Zoey auf der Suche“ auf.

#### Andere
Carl, der starke Freund von Coco, macht jedes Mal telefonisch mit ihr Schluss, wenn sein Softballteam verliert. Am Valentinstag sollte er Coco eine Brezel von der Tankstelle geschenkt haben. Nach Cocos Jammern ist er an Weihnachten nie da. Carl weiß nicht, wie man Pizza bestellt.
Elvis ist ein Hund, den Chase und Michael am Strand gefunden haben. Seitdem wird er dauernd versteckt, denn Haustiere sind an der PCA verboten. Wenn einer der Hausbetreuer den Hund entdecken würde, käme er ins Tierheim.
Drake Bell taucht in der Folge „Die Star-Party“ auf. Er wurde gebeten, auf der Frühlingsfete zu spielen. Da das Geld für Drake Bell nicht ausreichte, gab Zoey dessen Manager einen neuen Entwurf für Drake-Bell-T-Shirts.
Mr. und Mrs. Brooks sind Zoeys Eltern und erscheinen gemeinsam nur in der Episode „Auf Wiedersehen, Zoey“. Zoeys Vater taucht auch in der ersten Episode auf, als er Zoey und Dustin zur PCA bringt.
Mr. Berman ist der Schulvorstand, der den Rektor einmal im Jahr besucht und ihn ärgert. Weil der Rektor Clowns hasst, verkleidet sich Mr. Berman als solcher. Er will den Mädchen $4000 für die Frühlingsfete geben. Doch diese haben wiederum den Wagen beschädigt und verständigten deshalb einen Kfz-Mechaniker. Deshalb blieben nur $1500 und eine freie Busfahrt übrig.
Chuck Javers taucht in der Folge „Ringen“ auf. Er ist ein höchst brutaler Wrestler, der es mit jedem Gegner aufnimmt. Noch in der gleichen Folge musste er gegen Zoey im Wrestling-Finale antreten. Doch der Kampf dauerte nur etwas zwischen 3 und 4 Sekunden, denn Javers hat Zoey hochgehoben und mit dem Kopf zuerst auf die Matte fallen lassen.
Malcolm Reese ist der Vater von Logan und ein berühmter Filmproduzent. Er taucht nur in den Episoden „Frühlingsschmerz“ und „Armer, reicher Logan“ auf. In der Episode „Menschenauktion“ wird er namentlich erwähnt als Logan ihn über Telefon um Erlaubnis fragt, ob er $4000 von ihm borgen könne. Sein Name ist eine Anspielung auf die beiden Brüder „Malcolm“ und „Reese“ aus der Comedy-Serie Malcolm mittendrin.

## Besetzung
Die deutsche Synchronisation entstand bei der FFS Film- & Fernseh-Synchron in München. Ursula von Langen und Julia Haacke schrieben zusammen mit Christine Roche die Dialogbücher und führten zudem die Dialogregie.

### Hauptdarsteller
| Rolle          | Schauspieler       | Hauptrolle       | Nebenrolle      | Synchronsprecher     |
| -------------- | ------------------ | ---------------- | --------------- | -------------------- |
| Zoey Brooks    | Jamie Lynn Spears  | 1.01–4.14        |                 | Gabrielle Pietermann |
| Dustin Brooks  | Paul Butcher       | 1.01–4.13        |                 | Henry Engels         |
| Chase Matthews | Sean Flynn         | 1.01–3.25        | 4.01, 4.13–4.15 | Max Felder           |
| Dana Cruz      | Kristin Herrera    | 1.01–1.13        |                 | Jana Kilka           |
| Nicole Bristow | Alexa Nikolas      | 1.01–2.13        |                 | Malika Bayerwaltes   |
| Michael Barret | Christopher Massey | 1.01–4.13, 4. 15 |                 | Patrick Roche        |
| Quinn Pensky   | Erin Sanders       | 1.01–4.13        |                 | Jacqueline Belle     |
| Logan Reese    | Matthew Underwood  | 1.01–4.13        |                 | Hans-Peter Anders    |
| Lola Martinez  | Victoria Justice   | 2.01–4.13        |                 | Laura Maire          |
| James Garret   | Austin Butler      | 4.04–4.12        |                 | Johannes Raspe       |

Anmerkungen
1. ↑  Butler hatte bereits in einer Folge der dritten Staffel einen Gastauftritt und spielte die Rolle des Dannyfer.

### Nebendarsteller
| Rolle                    | Schauspieler          | Nebenrolle            | Synchronsprecher  |
| ------------------------ | --------------------- | --------------------- | ----------------- |
| Vicky                    | Miki Ishikawa         | 1.01–1.10             |                   |
| Mark Del Figgalo         | Jack Salvatore junior | 1.02–4.13             | Johannes Wolko    |
| Kazu                     | Brian Tee             | 1.02, 2.12, 3.03      |                   |
| Rektor Charles W. Rivers | Christopher Murray    | 1.01–4.14             | Walter von Hauff  |
| Coco Wexler              | Jessica Chaffin       | 1.04–4.09             | Kathrin Gaube     |
| Mr David H. Bender       | Michael Blieden       | 1.06–2.06             |                   |
| Ms. Bervich              | Suzanne Krull         | 2.01, 4.02, 4.04      | Kathrin Simon     |
| Jeremiah Trottman        | Creagen Dow           | 2.03–4.13             | Tim Schwarzmaier  |
| Wayne „Firewire“ Gilbert | Allen Evangelista     | 2.08–4.13             | Tim Schwarzmaier  |
| Rebecca Martin           | Daniella Monet        | 3.01–3.02, 3.09       | Shandra Schadt    |
| Stacey Dillsen           | Abby Wilde            | 3.02–4.14             | Farina Brock      |
| Vince Blake              | Brando Eaton          | 3.05, 4.08–4.13       |                   |
| Lisa Perkins             | Lisa Tucker           | 3.07, 3.21, 4.11–4.13 | Natalie Löwenberg |

### Gastauftritte
| Rolle                 | Schauspieler     | Nebenrolle | Synchronsprecher   |
| --------------------- | ---------------- | ---------- | ------------------ |
| Hausmeister Herb      | Ian Barford      | 1.04, 2.12 | Gerhard Jilka      |
| Candice               | Ashley Benson    | 1.08       |                    |
| Drake Bell            | Drake Bell       | 1.09       | Clemens Ostermann  |
| Turnunterrichtslehrer | Thomas F. Wilson | 1.11       | Thomas Petruo      |
| Glen Davis            | Asher Book       | 1.12       | Tim Schwarzmaier   |
| Trisha Kirby          | Jennette McCurdy | 2.05       | Melina Borcherding |
| Miles Brody           | Evan Lee Dahl    | 2.07       | Stefan Günther     |
| Sara                  | Janel Parrish    | 3.07       |                    |
| Dannyfer              | Austin Butler    | 3.11       | Paul Sedlmeir      |
| Maria                 | Nicole Anderson  | 3.11, 4.14 |                    |
| Paige Howard          | Miranda Cosgrove | 3.13       | Melina Borcherding |
| Gene                  | Kelly Blatz      | 3.14       | Tobias Nath        |
| Molly Talbertsen      | Ashley Rickards  | 3.21       |                    |
| Taxifahrer            | Dan Schneider    | 4.14       |                    |

## Titelmusik
Die Titelmusik komponierte Drake Bell, bekannt aus der parallel produzierten Serie Drake & Josh. Geschrieben wurde das Lied von Jamies Schwester Britney Spears. Gesungen wird die Titelmusik „Follow me“ von Jamie Lynn Spears.

## Drehort
Die Pacific Coast Academy existiert in der Realität nicht. Die Außenaufnahmen der Serie wurden auf dem Gelände der Pepperdine University gedreht, die sich oberhalb des Pacific Coast Highway in Malibu im US-Bundesstaat Kalifornien befindet. Weil die Umgestaltung des Universitätsgeländes sehr aufwendig ist, konnten die Außenaufnahmen nur in den Ferien gedreht werden. Die Innenaufnahmen wie z. B. die Klassen- und Wohnräume wurden im Studio in Los Angeles gedreht, wobei auch der Hintergrund der Außenterrasse mit Blick auf den Pazifischen Ozean im Studio mittels Bluescreen-Technik nachgebildet wurde. Auf diese Weise konnte unabhängig von Ferien und Wetter produziert werden.

## Erstausstrahlung

### Staffelübersicht
| Staffel   | Episoden | Ausstrahlung (USA) Nickelodeon        | Ausstrahlung (D/A/CH) Nickelodeon     |
| --------- | -------- | ------------------------------------- | ------------------------------------- |
| Staffel 1 | 13       | 9. Januar 2005 bis 1. Mai 2005        | 1. Oktober 2005 bis 18. Dezember 2005 |
| Staffel 2 | 13       | 11. September 2005 bis 16. April 2006 | 20. Mai 2006 bis 27. Mai 2007         |
| Staffel 3 | 25       | 24. September 2006 bis 4. Januar 2008 | 27. Mai 2007 bis 21. Februar 2009     |
| Staffel 4 | 14       | 27. Januar 2008 bis 2. Mai 2008       | 21. Februar 2009 bis 8. März 2009     |

### Mehrteilige Episoden

#### Frühlingsschmerz
Zoey, Nicole, Chase, Lola, Quinn, Dustin und Michael sind für die Ferien zu Logan eingeladen. Dessen Vater Malcom, der Filmproduzent ist, will mit den Teenagern seine neue Spielshow Gender Defender testen. Sie ist ein Wettkampf zwischen Mädchen und Jungen. Die Gewinner der Testshow dürfen eine Rolle in der ersten Episode spielen. Als Willkommensgeschenk bekommen alle einen Tekmate, ein Multifunktionsgerät, mit dem man unter anderem SMS versenden kann. Diese Möglichkeit testen Chase und Michael zusammen aus, wobei Michael seinem Freund schreibt, dass er Zoey sagen soll, dass er in sie verliebt ist. Chase antwortet, dass er dies nicht tun möchte, sendet die SMS versehentlich jedoch an Zoey. Bei dem nächsten Wettkampf will er ihr daher ihren Tekmate wegnehmen um seine Nachricht zu löschen. Chase Tat wird letztendlich jedoch aufgedeckt. Zoey versteht den Grund für das Handeln ihres Freundes nicht und ist verärgert. Beim letzten Spiel, bei dem die Spieler ihre Kräftemessen müssen, lässt Chase Zoey gewinnen. Die Mädchen gewinnen das Spiel letztendlich. Etwas später erfahren alle, dass es sich bei der Testhow schon um die erste richtige Episode handelt, sodass auch die Jungen eine Rolle in ihr spielen. Zurück in der PCA schauen sich einige die Show an, während Chase Zoey eine SMS sendet, in der steht, was er für sie empfindet. Zoey hatte ihren Tekmate am Brunnen liegen lassen. Beim Erhalten der Nachricht beginnt der Takemate zu vibrieren, sodass er ins Wasser fällt und Zoey nichts von der Nachricht erfährt.

#### Der Fluch der PCA
Nach einer Legende soll der ehemalige PCA Schüler Charles L. Galloway wegen des strengen Lehrers Herr Hodes in den Wüstenort Redstone Gulch geflohen und nie wieder zurückgekehrt sein. Zoey und ihre Freunde beschließen eine Expedition zum Ort zu machen. Dort finden sie eine Kette von ihm. Kurze Zeit später zieht eine grüne Wolke auf. Aufgrund dessen machen sich alle auf den Weg zur PCA, wobei sich Zoey den Knöchel verletzt. Währenddessen zieht die Wolke zur PCA, weil Logan die gefundene Kette mitgenommen hatte. Nachdem die Freunde diese wieder zurückgebracht haben, endet der Spuk. Herr Hodes sagt jedoch später, dass die Legende eine Lüge sei und es Geister nicht gäbe. Dann kommt die Wolke erneut zur PCA und bestraft Herrn Hodes damit, dass sie ihn im Kreis drehen lässt, bis er den Wirtschaftstest absagt und die Stunde beendet. Am Ende der Episode gehen die Freunde ins Sushi Rox, während ein Lachen von Charles ertönt und noch einmal die Wolke erscheint.

#### Auf Wiedersehen Zoey
Zoeys Eltern sagen ihrer Tochter und Dustin, dass sie aufgrund des Berufes ihres Vaters nach England ziehen. Beide könnten entscheiden, ob sie mitkommen. Dustin entscheidet sich sofort dagegen, während seine Schwester noch Bedenkzeit braucht. Zoey legt viel Wert auf die Meinung von Chase und möchte daher mit ihm reden, bevor sie sich entscheidet. Chase hört jedoch von dem Gerücht, dass Zoey sich schon entschieden hätte nach London zu ziehen, ohne ihn darüber zu informieren. Chase sagt Zoey deswegen, dass sie nach London gehen solle. Bei ihrer Verabschiedung erscheint er nicht. Nachdem sie abgereist ist, freundet sich Chase mit Gretchen an, einem Mädchen, das Zoey ähnlich sieht. Letztendlich gibt er zu, dass er das nur tat, weil er Zoey vermisst. Am Ende der Episode spricht er mit Michael und Logan über seine Gefühle für Zoey, was diese über eine Webcam mitverfolgt.

#### Zoey auf der Suche
Die Episode handelt vom Schulball und hat mehrere Handlungsstränge.
Zoey ist aus London zurückgekehrt und ist mit James zusammen, der ihr seine Liebe gesteht. Zoey hat jedoch noch Gefühle für Chase und beendet ihre Beziehung zu James. Kurze Zeit später kommt Chase, der nun Schüler bei Zoeys ehemaliger Schule ist, zur PCA. Er und Zoey küssen sich. Beim Schulball erzählen beide ihren Freunden von ihrer Beziehung. Dann lädt Zoey Chase dazu ein mit ihr den Sommer zu verbringen. Er nimmt die Einladung an. Quinn und Logan, die auch ein Paar sind entscheiden sich dafür mit anderen Schülern auf den Schulball zu gehen, damit niemand von ihrer Beziehung erfährt. Quinn geht mit Dustin und Logan mit Stacey auf den Ball, wo sie den Anderen ihre Beziehung letztendlich offenbaren.
Michael bekommt von seinem Vater einen Camaro geschenkt, mit dem er seine Freundin Lisa zum Ball fahren will. Er kann jedoch nicht mit Handschaltung fahren. Ein asiatischer Mann, der behauptet Mathelehrer zu sein, hilft ihm bei seinem Problem. Beim Schulball fährt Mark mit Michaels Auto Stacey an, die dadurch ihr Lispeln verliert. Zudem erfährt Michael, dass keiner den asiatischen Lehrer kennt. Etwas später sagt er ihm, dass er gar nicht existiere. Lola soll den Schulball organisieren. Sie möchte sich etwas verspäten, was sie auch tut, da der Taxifahrer, der sie und ihren Freund Vince zum Ball fahren sollte, aus seinem Fahrzeug steigt und den Zündschlüssel in den Wald wirft. Nun müssen sie zu Fuß gehen und kommen kurz vor Ende des Balls an. Am Ende wird gezeigt wie Zoey und Chase, Logan und Quinn, Lola und Vince, Michael und Lisa, und Mark und Stacey tanzen.

## DVDs
Zu Zoey 101 wurden folgende DVDs produziert:
| Titel                          | Anzahl DVDs              | Erscheinungsdatum (DE) | Erscheinungsdatum (USA) | Episoden                  |
| ------------------------------ | ------------------------ | ---------------------- | ----------------------- | ------------------------- |
| „Die komplette erste Staffel“  | 2 DVDs (USA) 3 DVDs (DE) | 23. Oktober 2009       | 13. Februar 2007        | 1.01–1.13                 |
| „Die komplette zweite Staffel“ | 3 DVDs                   | 18. Juni 2010          | 29. August 2008         | 2.01–2.13                 |
| „Die komplette dritte Staffel“ | 5 DVDs                   |                        | 1. Juli 2008            | 3.01–3.25                 |
| „Die komplette vierte Staffel“ | 3 DVDs                   |                        | 16. Juni 2009           | 4.01–4.13 (von 4.01–4.14) |

## Auszeichnungen
Emmy
- 2005: in der Kategorie „Beste Kinderserie“ (Nominierung)

Teen Choice Award
- 2005: für Jamie Lynn Spears in der Kategorie „Choice TV Actress“ (Nominierung)

Young Artist Award
- 2006: in der Kategorie „Bestes Ensemble in einer Fernsehserie“ (ganzer Cast)
- 2007: in der Kategorie „Bestes Ensemble in einer Fernsehserie“ (ganzer Cast)

Nickelodeon Kids’ Choice Awards (Deutschland)
- 2007: für Jamie Lynn Spears in der Kategorie „Beliebteste Schauspielerin“

## Videospiele
In Amerika wurde am 2. März 2007 das erste Videospiel zur Serie für den Game Boy Advance veröffentlicht. Ein zweites Spiel, unter dem Namen „Zoey 101: Field Trip Fiasco“ kam am 11. September 2007 für den Nintendo DS auf den Markt. Beide Videospiele wurden von THQ veröffentlicht und von Barking Lizards entwickelt. Die Videospiele erhielten von IGN und Common Sense schlechte und negative Kritik. Beide Spiele wurden in Deutschland nicht veröffentlicht.